# Muzambinho
Muzambinho is een gemeente in de Braziliaanse deelstaat Minas Gerais. De gemeente telt 20.426 inwoners (schatting 2009).

## Aangrenzende gemeenten
De gemeente grenst aan Cabo Verde, Guaxupé, Juruaia, Monte Belo, Caconde (SP) en Tapiratiba (SP).

## Verkeer en vervoer
De plaats ligt aan de wegen BR-146, BR-491 en MG-446.